# Jesse I. Straus

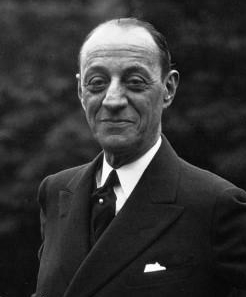
Jesse Straus 1933

Jesse Isidor Straus (* 25. Juni 1872 in Manhattan, New York City; † 4. Oktober 1936 ebenda) war ein US-amerikanischer Diplomat.
Jesse Straus war der älteste Sohn des deutschen Emigranten Isidor Straus und seiner Frau Ida, die beide beim Untergang der Titanic starben. Isidor war zusammen mit seinem Onkel Nathan Straus Miteigentümer des Kaufhauses RH Macy & Co. Sein Onkel Oscar Solomon Straus (1850–1926) war von 1906 bis 1909 Handels- und Arbeitsminister. Er machte 1893 seinen Abschluss am Harvard College. Er und seine Brüder Percy und Herbert, beide ebenfalls Harvard Absolventen spendeten Gelder für den Bau von Straus Hallim Harvard Yard.
Nach dem College sammelte er erst Geschäftserfahrung in anderen Unternehmen, bevor er in Familienunternehmen eintrat. Er arbeitete anderthalb Jahre als Angestellter bei der Manufacturers Hanover Corporation und anschließend für einen ähnlichen Zeitraum als Kaufhausverkäufer bei Abraham & Straus, einem Konkurrenten von Macy’s.  1895 heiratete er Irma Nathan.  Am 3. September 1896 begann er bei Macy’s zu arbeiten.
1929 kaufte er ein Grundstück an der Park Avenue in New York City, um ein Wohnhaus zu errichten, da er feststellte, dass die besseren Gebäude in der Gegend keine Juden als Bewohner akzeptierten. Er zog mit seiner Familie in die beiden obersten Etagen, eine Maisonette mit sieben Schlafzimmern, Terrassen, einer 1000 Quadratmeter großen Bibliothek und einem fürstlichen Steinkamin.
Jesse Straus, ein politischer Verbündeter des New Yorker Gouverneurs Franklin D. Roosevelt, finanzierte im März 1931 eine Umfrage unter den Delegierten des Demokratischen Parteitags 1928, um Roosevelts Chancen im Rennen um die Präsidentschaftskandidatur der Demokraten 1932 einzuschätzen. Straus war in den 1930er Jahren Präsident des Kaufhauses seiner Familie bis Roosevelt ihn 1931 zum Vorsitzenden der Temporary Emergency Relief Administration (TERA) des Staates ernannte, die zehn Prozent der New Yorker Familien Arbeitslosenhilfe leistete.
Roosevelt ernannte ihn 1933 zum US-Botschafter in Frankreich. Am 8. Juni 1933 überreichte er in Paris sein Beglaubigungsschreiben. Er kehrte mehrmals für medizinische Untersuchungen in die USA zurück, bis er am 18. August 1936 aus gesundheitlichen Gründen zurücktrat. Er sprach fließend Französisch und war der erste Jude, der diese Position innehatte. Er berichtete dem Präsidenten, dass die öffentliche Moral dort niedrig sei und das Land nicht auf einen Krieg vorbereitet sei.
Straus starb am 5. Oktober 1936 in seinem Haus in der 720 Park Avenue in New York City an einer Lungenentzündung.  Er ist auf dem Woodlawn Cemetery in der Bronx, New York, begraben.